# 霸权男性气概
在性別研究領域，霸權陽剛氣質（英語：hegemonic masculinity）是一種社會文化體系下的實踐，其目的是正當化父權制中男性在社會的主導地位，並合理化一般男性群體、女性及其他被邊緣化的男性表現形式的從屬地位。 概念上，「霸權陽剛氣質」用於解釋男性如何以及為何維持對女性以及其他被認為「女性化」的性別認同者的主導社會角色。 此概念屬於拉溫·康奈爾（Raewyn Connell）的性別秩序理論的一部分，該理論認為男性氣質是多元的，隨時間、社會、文化及個體而有所不同。
霸權陽剛氣質的概念最初被認為是社會理想化的男性形象，具有階級、排他、賺錢養家、焦慮分化、殘酷暴力、偽自然堅韌、心理矛盾、危機易發、經濟富裕及社會持續等特質。 但許多社會學家批評這種定義過於固定且類型化，難以反映多樣且競爭的男性氣質類型。 因此，霸權陽剛氣質的定義被重新調整，納入了性別階層、男性配置的地理分布、社會具體實踐及心理社會動態等。
主張此理論的學者認為，霸權陽剛氣質有助於理解性別關係，可用於生命歷程發展、教育、犯罪學、媒體男性形象、男性健康及女性健康、以及組織運作等領域。 但批評者認為此理論帶有異性戀規範、難以自我再現、忽略陽剛正面意義、基礎有缺陷，或定義過於模糊。

## 描述

霸權陽剛氣質生產、再生產與延續的循環模式

Terry Kupers（萊特學院）對霸權陽剛氣質作如下描述：
在當代美國和歐洲文化中，[霸權陽剛氣質]成為「真男人」的標準。據[拉溫·康奈爾]，現代霸權陽剛氣質建立在兩個支柱之上：對女性的主導和男性間的階層支配。這種氣質也受制於對同性戀的污名。霸權陽剛氣質是男性氣質的刻板印象，影響著年輕男性的社會化與志向。如今美國和歐洲的霸權陽剛氣質包含高度無情的競爭、除憤怒外無法表達情感、不願承認弱點或依賴、貶低女性及男性中所有女性特質、恐同等等。

### 歷史
「由於澳大利亞高中內部存在社會不平等，社會學家康奈爾提出了霸權陽剛氣質的概念，檢視男性角色及其特徵。」 這一概念最早發表於一篇文章，該文批判了「男性性別角色」文獻，並提出了多元男性氣質及權力關係的模型。此模型後來被整合進系統化的性別社會學理論。康奈爾在《性別與權力》一書中對「霸權陽剛氣質與強調女性氣質」的六頁討論成為該概念最常被引用的來源。 該理論根源於安東尼奧·葛蘭西（Antonio Gramsci）的「文化霸權」概念，原用於理解階級關係的穩定，再轉用於性別關係的問題。
霸權陽剛氣質在歷史上同時受社會心理學和社會學影響，這些領域對男性性別角色的文獻已開始意識到男性氣質的社會性及其行為變化的可能。 這些討論早於女性解放運動和女性主義理論對父權制的探討，而後者對霸權陽剛氣質概念亦有重大影響。權力與差異的核心概念可追溯至同志解放運動，該運動不僅分析了對男性的壓迫，也探討了男性對他人的壓迫。 這種男性氣質階層的想法自此延續，並強烈影響該理論的重構。
實證社會研究亦扮演重要角色，越來越多的田野調查紀錄了學校、男性主導職場與村落社區的性別階層與男性氣質文化。最終，精神分析學也有影響。 西格蒙德·佛洛伊德（Sigmund Freud）最早分析男性人格，並展現成人性格是一個處於張力下的系統，而精神分析學家羅伯特·J·斯托勒普及了「性別認同」的概念，並描繪男孩成長中的多樣變化。

### 原始框架
最受推崇的男性氣質，即所有男性都需以其為標準來定位自身的規範化陽剛氣質，被稱為霸權陽剛氣質。 在西方社會，主導型男性氣質或文化理想多反映白人、異性戀且多為中產階級男性的特質。這種主流男性氣質所宣揚的特質包括：暴力與攻擊性、堅忍（情感克制）、勇氣、堅強、體能、運動能力、冒險、競爭及成就與社會地位。 然而，霸權陽剛氣質並非完全主導，因其只存在於與非霸權、從屬型男性氣質的關係之中。 現代歐美社會中，最顯著的例子是異性戀男性的主導及同性戀男性的從屬。 這種支配表現在政治、文化排斥、法律暴力、街頭暴力及經濟歧視等。 在該時期，同性戀男性是最明顯的從屬男性氣質，但並非唯一。具有女性特質的異性戀男性與男孩也同樣面臨鄙視。
霸權陽剛氣質既非數量上的主流，因為只有少數男性能夠完整體現，實際上也多為一種幻想（如約翰·韋恩或約翰·藍波等文化偶像）。 它同時影響了身體形象對男性理想身體的構建及認知（尤其在西方視角）。 霸權陽剛氣質甚至未必是男性日常生活中最常見的型態，其支配作用可通過男性典範的塑造得以實現，這些象徵雖然文化權威，但大多數男性與男孩難以真正達成。 此一氣質強調男性永遠不能不夠「不女性化」，故要完全達到霸權陽剛氣質幾乎是不可能的理想。
對前述男性特質的默許亦是霸權陽剛氣質的關鍵；但由於男性因父權分紅獲益，他們普遍從女性的從屬中得到好處。然而，這種默許難以簡單歸為從屬，因婚姻、父職與社區生活往往需要與女性協調，而非單純支配。因而，霸權的建立多透過文化、制度與說服而非強力壓制。
性別與階級、種族的交互作用進一步複雜化男性氣質的關係。例如新資訊科技對中產與勞工階級男性氣質產生不同影響。在種族脈絡下，白人社會的霸權男性氣質強化了對黑人社群的體制壓迫與身體恐嚇。 有觀點認為，歷史上被壓抑群體如都市非裔美國男性，會因自身被邊緣化及缺乏控制感而展現更暴力的霸權男性氣質標準。 這種「邊緣化」總是相對於主導群體的允許，因此也在既有社會階層中產生出霸權男性氣質的次型態。

## 批評
隨著這一概念的發展，學界對其的批評與質疑也逐漸增多。自1990年代初關於霸權陽剛氣質的討論開始以來，出現了以下幾個主要的批評觀點：

### 陽剛氣質的基礎概念
部分學者認為，陽剛氣質這一基本概念本身存在缺陷。傑夫·赫恩（Jeff Hearn）與艾倫·彼得森（Alan Peterson）提出，赫恩認為陽剛氣質的概念淡化了男性主導問題，而彼得森則主張該概念創造了一種對男性的虛假描述，並加劇了性別分化。 陽剛氣質的理論邏輯基於生理（性別）與文化（性別角色）的二分法，這種二分法容易將身體經驗邊緣化或自然化。哈里·布羅德 指出，男性研究領域往往忽略女性經驗，只分析男性及男性間的關係，因此強調必須採取更具關聯性的性別研究方法。

### 模糊性與重疊
早期批評之一為：究竟誰代表了霸權陽剛氣質？ 許多擁有巨大社會權力的男性並未體現主流男性氣質的其他面向。帕特麗西婭·楊西·馬丁 批評該概念有時指涉固定的類型，有時又泛指主導形態而導致應用不一致。瑪格麗特·韋瑟雷爾與奈傑爾·艾德利 指出，此一概念未能具體說明實踐上對霸權陽剛氣質的服從是什麼樣子。史蒂芬·M·懷特黑德 則認為，學界對「何種男性」才屬於霸權型陽剛氣質存在混淆。克里斯蒂安·格羅斯-格林 透過莫三比克青年的田野調查，指出當霸權陽剛氣質受挑戰時，主導陽剛氣質轉而依靠身體力量如暴力與性，而非經濟與社會權力。

### 真實性的問題
有觀點認為，霸權陽剛氣質的理論未能充分描述權力的「真實性」。奧伊斯汀·霍爾特 指出，該概念多建構於女性的直接經驗而非女性從屬的結構基礎，應區分父權制與性別，並警惕將男性氣質階層與父權壓迫視為理所當然。理查德·考利爾 則認為，霸權陽剛氣質往往只與負面特質（如冷漠、侵略、獨立、不關懷）相聯，卻忽略了如「賺取薪資」或「擔任父親」等正面行為。

### 陽剛主體
數位學者認為，霸權陽剛氣質的理論缺乏對主體的理論反思，因為其過於忽略男性氣質話語。 韦瑟雷爾與艾德利指出，霸權陽剛氣質不能僅以特定男性群體的特徵來理解。 懷特黑德則強調，這一理論未能明確指出，為什麼部分異性戀男性作為社會少數，能夠合法化、再生產並鞏固他們的主導地位。心理分析學亦批評該理論對男性如何心理上與霸權陽剛氣質互動著墨不夠。例如，蒂莫西·勞瑞認為，霸權陽剛氣質的理論容易陷入「本質主義」，即將男性的成就歸因於其心理特質或社交傾向。

### 性別關係模式
有大量證據表明，霸權陽剛氣質並非自我再生的形式。狄米特里奧斯·德米特里烏 認為這是因為該概念被過度簡化。他區分了外部霸權（指男性對女性的制度性支配）和內部霸權（指一群男性對其他男性的主導地位），而多數學者未能釐清兩者關係。因此，從屬與邊緣型男性氣質對霸權陽剛氣質的建構影響或許未如批評者所言重要。

## 理論修正
在最具影響力的相關理論文獻之一中，R.W.康奈爾與詹姆斯·梅塞施密特根據批評重新修正了霸權陽剛氣質的理論。 他們調整後的架構涵蓋四個面向：性別階層、男性氣質的地理分布、社會體現過程，以及男性氣質的動態性。

### 性別階層
性別階層不僅解釋為何男性擁有優勢地位，也關注各類群體如何互相影響。研究顯示，即使在被邊緣化（如種族、經濟、身心障礙、性取向）的條件下，主流之外的男性氣質仍具有強大影響力。主導的性別規範系統通常通過將這些非傳統男性氣質納入整體敘事來鞏固自身。例如主流文化接受了原本因都市結構不平等而生的黑人嘻哈文化，或「抗議型男性氣質」——在地區性工人階層中，帶有典型權力主張但缺乏經濟與制度支持的男性表現。
新的理論修正也更加重視女性在建構男性氣質中的作用。女性作為母親、同學、伴侶、妻子和工作者，在性別分工中都扮演關鍵角色。性別階層也會因女性身份與實踐的新配置而受到影響，因此對陰性與陽剛氣質的歷史互動亦更受重視。

### 男性氣質的地理分布
男性氣質研究一再強調主導型男性氣質因地區而異，但隨全球化進展，全球空間對男性氣質的塑造影響亦日益明顯。夏洛特·胡珀指出，男性氣質如何在國際關係中發揮作用，而康奈爾則提出了「跨國商業男性氣質」來描述全球企業領袖的生活方式。 因此，康奈爾與梅塞施密特建議，應在地方、區域與全球三個層級分析霸權陽剛氣質。 這三個層級之間的連結對性別政治至關重要，因為無論自上而下還是自下而上的干預，都可能影響整體結構。區分這三個層級，有助於強調地方性同時避免對文化或論述的過度概括。

### 社會體現
社會體現呼籲更嚴謹定義「霸權型男性」以及這一形象在現實生活中的具體展現。這一主題在霸權陽剛氣質早期理論中已被提出，但需更多理論關注。這一概念延伸至健康及性行為，例如吃肉或多重性伴侶等男性體現方式。馬里奧斯·科斯塔斯在《性別與教育》指出：「霸權陽剛氣質也關聯於職場上的成功，這反映出職業分工上的性別劃分及部分工作被視為更具男性氣質。」 跨性別議題的浮現也明確表明，「體現」需在新理論中被重視。 社會體現的路徑可能十分直接，也可能十分複雜，橫跨機構、經濟、文化符號等多重層次，卻始終與物質身體相關。

### 男性氣質的動態性
新理論強調，建構男性氣質的各種實踐之間具有層次性與潛在的內部矛盾。這種觀點不同於單一陽剛氣質的想像，強調在相互矛盾的渴望或情感之間的妥協。雖然這些實踐可能遵循傳統西方對霸權陽剛氣質的觀念，但不一定能帶來滿意的生活經驗。隨著性別關係的發展及女性運動的壯大，男性氣質的動態性可能導致權力差異的徹底消除，進而使男女及不同男性間的關係更為平等。 這種正面的霸權策略也成為當代改革性別關係的重要手段。 格羅斯-格林則認為，康奈爾的男性氣質理論有排除更多性別平等或「愛女性」形式男性氣質的風險，並呼籲社會研究者發展相關理論，以理解更積極、替代性且較不具主導地位的男性氣質如何發展，儘管這些始終嵌於地方性別權力結構中。

## 生命歷程發展

### 童年早期
兒童在很小的年紀，主要通過教育和同儕互動學會「做」男孩或女孩，並很快表現出對這些角色的理解。 這種「做性別」的觀念指從出生起區分男孩與女孩，並不斷鞏固性別差異的話語。兒童性別認同的發展是一個持續的社會化過程，受到社會情境影響。性別化的玩具對年幼男孩行為和偏好的形成具有重要作用。男性角色還會受到年長男孩及家長等權威人物的影響。理想男性形象強調堅強、主導、自立、情感壓抑，這些規範甚至可能在嬰兒期就已開始傳遞。 媒體（如YouTube等網路平台）同樣助長了這些性別刻板印象。
雖然幼兒園前性別社會化已初具規模，但進入學前教育後，這些性別差異反而通常被強化，而非減弱。 教師透過限制兒童選擇等行為，進一步強化性別刻板印象，限制男孩自由探索感受和性別認知。這種霸權陽剛氣質的表現多強調身體優勢、競爭、運動、勇氣與攻擊性。 這些性別表現根植於社會對陰性和陽剛氣質的建構，也以異性戀作為社會標準。
性別化行為與角色的另一推動力，來自於男女性別在語言和教學材料中的可見性。男性泛指用語在幼兒教育環境中尤為突出。 建議教師接受專門培訓、家長提升相關意識，有助於打破性別障礙。但有學者指出，儘管成人希望性別差異在孩子生活中消失，兒童對性別的認識與感受仍然深刻存在。

### 童年中期
討論性別常態化時必須考慮整個生命歷程觀點，也需關注這一階段的「文化霸權」——隨著兒童對文化理解的增長，逐漸形成自己對文化與社會規範的原創看法。 建構論強調，男性／女性的二分並非「自然狀態」，而是在西方文化中根深蒂固的隱喻。 建立社交關係和發展個體性，是8歲至青春期這一童年中期的重要發展指標。男孩努力在被設定好的社會結構中找到自己的位置，包括與不同性別互動、追求「主流陽剛」的標準。這一時期，性別環境論認為，社會實踐在產生與維持性別區分方面仍然發揮著作用，但可能更受與同齡男孩密切互動的影響。 男孩之間形成等級結構，由高地位者決定哪些行為屬於「霸權陽剛」標準，哪些則被排除。男孩在這個等級體系中的排名主要取決於運動能力。
運動是性別展演和社會化的重要場域，激烈的運動如美式足球等進一步將男性與暴力自然連結在一起。 透過這些運動展現力量和暴力，幫助競爭和等級結構成為男性行為的「天性」。 有研究指出，男性因睪固酮等激素影響，平均具有更高的攻擊性傾向，但如美式足球這類競技運動要成為純男性領域，必須排除女性參與。女性若參與，通常僅以觀眾或啦啦隊員身份出現，儘管有些女性也參加拳擊等激烈接觸運動。
當兒童從事或使用被視為「對方性別」的行為或物品時，稱為「跨越性別邊界」。青春期時，這種跨界行為會被同儕自我監督。 男孩間的衝突和爭執常透過羞辱、取綽號、肢體攻擊或排擠來解決。 這會擾亂男孩建構個人主體性的「自然秩序」，壓抑創造力與遊戲性，不利於問題解決和決策等終身技能的培養。 另有學者指出，「多元男性氣質」在此階段浮現，社會階級、種族、族裔、世代與家庭狀態等因素皆影響年輕男性如何實踐陽剛氣質。 無法融入社會主流規範的男孩，會在進入青春期時經歷社會疏離與邊緣化。

### 青春期
童年最後一階段「青春期」標誌著青春期的開始以及成年期的來臨。霸權陽剛氣質將部分男孩及所有女孩置於從屬地位。 校園霸凌成為年輕男性藉由支配「不夠男性化」同儕來建立優越地位的重要手段。在這一過程中，男孩們會進行更多冒險行為，以力爭在群體中占據上位。這些霸凌和冒險行為通常來自於社會對「應該是什麼樣」的男性之普遍想像。青春期的性別化，也導致「性別化性」的出現——即性別在青少年生活中的作用，以及他人如何根據性別認知來看待其性傾向。如果男孩未能展現「正確」的陽剛氣質，便可能遭遇「同性戀恐懼」及相關歧視。
男性角色並非天生固定，而是文化內化結果。 發展心理學認為，這一階段關係的變化（如與父母、同儕、自己的認同關係）對自我影響很大。受到霸權男性氣質和社會規範的雙重影響，這是個充滿困惑與動盪的時期。研究顯示，男孩不需完全表現所有陽剛行為，僅要多展現這些行為即可獲得「男性資本」的認可。 但情感壓抑使他們難以識別自己和他人的情緒，進而導致心理壓力和人際困難。 為了符合理想男性標準，青春期男孩面臨必須「裝男性」的壓力，但長遠看這可能帶來心理創傷。

## 媒體再現
1995年紀錄片《銀幕背後的櫥櫃》（The Celluloid Closet）探討了歷史上同性戀在電影中的呈現。在傑克森·卡茲（Jackson Katz）的紀錄片《硬漢假象：暴力、媒體與男性氣質危機》（Tough Guise: Violence, Media & the Crisis in Masculinity）中，他主張：
我們除了憤怒，不能表現任何情緒；我們不能想太多或顯得太聰明；不能在被冒犯時退讓；必須證明我們夠硬，能忍受或施加身體痛苦；必須對女性展現性主動；而且只要跳出這個框架，就會被認為軟弱、陰柔或是同性戀。

## 應用

### 教育
霸權陽剛氣質在教育領域也具啟發性。它有助於揭示男學生之間如何形成社會系統，也解釋了男性教師的教學行為。 此概念也有助於設計青少年暴力預防計畫。 並有助於男孩的情緒教育。

### 犯罪學
霸權陽剛氣質對犯罪學研究有明顯影響。有證據顯示，男性不僅較女性更可能涉及各類犯罪，包括重大罪行，還在白領犯罪中佔據較大比例。該理論有助於分析男性犯罪行為與不同男性氣質之間的關係。實證研究應用於瑞士的強姦、澳洲的謀殺、英國的足球流氓及白領犯罪、美國的暴力襲擊等個案。 研究亦發現，特定的侵略模式與霸權男性氣質有關，因為行兇者往往在追求支配地位。

### 媒體與體育
霸權男性氣質亦常用於分析男性在媒體中的再現。由於霸權概念能解釋大眾媒體中的多樣性與選擇性，研究者已開始描繪不同男性氣質之間的關係。 研究發現男性生活風格雜誌等媒體充斥霸權陽剛元素。 體育是媒體男性形象的核心，體育社會學界廣泛應用此理論來理解身體碰撞類運動（如橄欖球、美式足球、冰球等）如何成為男性氣質的象徵，並解釋體育環境中常見的暴力和恐同現象。 由於主流霸權陽剛氣質強調無情感、堅不可摧、冒險與抗痛，腦震盪等傷害也因此被合理化，球員被期望「忍痛上場」。教練和隊友常用語言質疑球員的男子氣概，敦促其帶傷比賽。這種文化造成對傷痛的忽視，甚至導致腦部疾病（如CTE）。

### 健康
霸權陽剛氣質越來越常被用於理解男性健康行為及其決定因素。相關研究探討了如帶傷上陣、不安全性行為（如無保護性行為、多重性伴侶）等行為模式。 這一概念也有助於分析男性面對風險、殘障或傷害時的反應困難。 霸權陽剛氣質強調隱忍、情感壓抑、無懼傷痛等特質，導致男性傾向不願尋求心理健康協助。 男性在心理困擾或憂鬱時較少尋求專業協助或非正式幫助，更多人表示從不考慮治療。 嚴格的陽剛規範導致男性難以辨認自身悲傷、憂鬱等情緒，往往用分心、逃避或憤怒等少數允許的情緒來表達。霸權陽剛氣質在全球也加劇了兩性不平等，對男性與女性健康均產生負面影響。

### 組織
霸權陽剛氣質對組織研究亦有重要影響。隨著職場與官僚體制日益被視為具性別特質，軍隊等特定組織形成了明確的陽剛規範。 這些研究指出，與暴力和侵略相關的霸權陽剛氣質在各級軍事體制中皆被強化，恐同觀念亦普遍存在。這也影響到組織決策與女性的「玻璃天花板」與薪資差距。 「硬漢」特質如不願認錯、不願求助會削弱安全文化與工作效率。哈佛商學院研究顯示，針對Shell石油公司Ursa平台建設的文化介入顯著提升生產力並降低工安事故率。

### 戰爭、國際關係與軍國主義
霸權陽剛氣質對衝突與國際關係具有深遠影響，也是軍國主義的基礎。Charlotte Hooper 討論了美國對越戰的反應如何強化男性氣概，並強化攻擊性外交政策。 國際領域主要由男性構成，進一步鞏固男性氣質的產製與維護。戰爭與軍事服役被視為陽剛氣質的極致展現。後衝突賽普勒斯研究顯示，希臘裔賽普勒斯男性必須展現勇氣、國族主義與對女性的支配來實現男性氣質。 軍事化陽剛氣質影響了對公民權與LGBT群體的認知，徵兵普及但宗教反對者與同性戀者多被排除於外，被視為不夠「男人」。軍隊結構進一步強化這種霸權模式。
男性強暴在軍隊和監獄等男性主導環境尤為普遍。2014年GQ雜誌報導，美軍每日約有38名男性遭受性侵，多為高階長官施暴。受害者常感到極度羞辱和陽剛失落，因為在高度陽剛文化中，被迫扮演「女性角色」被視為極致的羞辱。

## 有毒陽剛氣質
Connell 認為，霸權陽剛氣質的一個重要特徵是利用「有毒」的行為，例如暴力，來加強男性對女性的支配地位。 其他學者則用「有毒陽剛氣質」一詞來指涉那些限制男性及男童情感表達（見情感表現）、強調男性應爭取支配地位（如「阿爾法男」）等刻板陽剛性別角色。
根據 Terry Kupers 的說法，有毒陽剛氣質指涉社會上具破壞性的霸權男性特質，如厭女症、恐同症、貪婪和暴力統治。這些特質與霸權陽剛氣質中更正面的面向形成對比，如對體育勝利的自豪、與朋友的團結、工作上的成就，或照顧家庭等。

## 混合型陽剛氣質
混合型陽剛氣質（Hybrid masculinity）指的是特權男性在其性別展演或性別認同中，融合了弱勢性別表現的特徵。 研究指出，混合型陽剛氣質既與傳統陽剛氣質保持距離，同時又再生並加強霸權陽剛氣質。 混合型陽剛氣質讓男性得以用更包容的方式調整其陽剛表現，表面上看似促進性別平等，但往往未能真正撼動維繫性別不平等的結構。
相關研究涵蓋男性圈、貝塔男性與非自願獨身者（incels）等現象，以及男同性戀文化、青少年行為問題，甚至探討在避孕等情境下男性如何選擇性參與。

## 延伸閱讀
- Abrams, Jamie R. . Nevada Law Journal. 2013, 13 (2): 14.
- Addis, Michael E.; Cohane, Geoffrey H.  (PDF). Journal of Clinical Psychology. June 2005, 61 (6): 633–647. PMID 15732091. doi:10.1002/jclp.20099.
- Flood, Michael; Gardiner, Judith Kegan; Pease, Bob; Pringle, Keith (编). . Routledge. 2007. ISBN 978-1-13-431707-3 （英语）.
- Levant, Ronald F.; Wong, Y. Joel. . Washington: American Psychological Association. 2017. ISBN 978-1-43-382690-0 （英语）.
- Thompson, Edward H.; Bennett, Kate M.  (PDF). Psychology of Men & Masculinity. 2015, 16 (2): 115–133. doi:10.1037/a0038609.